# Юзефін (гміна Якубув)
Юзефін (пол. Józefin) — село в Польщі, у гміні Якубув Мінського повіту Мазовецького воєводства.
Населення — 67 осіб (2011).
У 1975-1998 роках село належало до Седлецького воєводства.

## Демографія
Демографічна структура станом на 31 березня 2011 року:
|          | Загалом | Допрацездатний вік | Працездатний вік | Постпрацездатний вік |
| -------- | ------- | ------------------ | ---------------- | -------------------- |
| Чоловіки | 34      | 9                  | 23               | 2                    |
| Жінки    | 33      | 8                  | 18               | 7                    |
| Разом    | 67      | 17                 | 41               | 9                    |